# 小山町立成美小学校
小山町立成美小学校（おやまちょうりつ せいびしょうがっこう）は、静岡県駿東郡小山町藤曲にある公立小学校。

## 沿革
- 1874年（明治7年） - 小山、生土、藤曲、中島、湯船、柳島の6村協議の上、中央にあたる藤曲社境内に「成美舎」創設[1]。
- 1889年（明治22年） - 6村合併による「六合村」発足に伴い、「六合村立成美尋常小学校」に改称[1]。
- 1892年（明治25年） - 「六合村立成美尋常高等小学校」に改称[1]。
- 1912年（大正元年） - 町制施行に伴い、「小山町立成美尋常高等小学校」に改称[1]。
- 1923年（大正12年） - 関東大震災により甚大な被害を受ける[1]。
- 1930年（昭和5年） - 「小山町第一尋常高等小学校」に改称[1]。
- 1941年（昭和16年） - 「小山町成美国民学校」に改称[1]。
- 1947年（昭和22年） - 「小山町立成美小学校」に改称。
- 1974年（昭和49年）3月 - 100周年記念式典挙行、集いの広場建設、記念誌刊行[1]。
- 1993年（平成5年）10月 - 創立120周年記念行事、ジャングルジム、クライムアップ、水飲み場など設置[1]。

## 番組での使用
- リンカーン-芸人大運動会で行われる会場。